# Pepsi Max
Pepsi Max és un refresc sense sucre i baix en calories fabricat per PepsiCo com a alternativa a Pepsi i Pepsi Light. Una variant d'aquesta beguda, amb el mateix nom però alguns ingredients diferents (com el ginseng i nivell superior de cafeïna), es ven als Estats Units.
La seva competència és la Coca-Cola Zero, un refresc de cola sense sucre de The Coca-Cola Company que es comercialitza de manera similar.

## Història

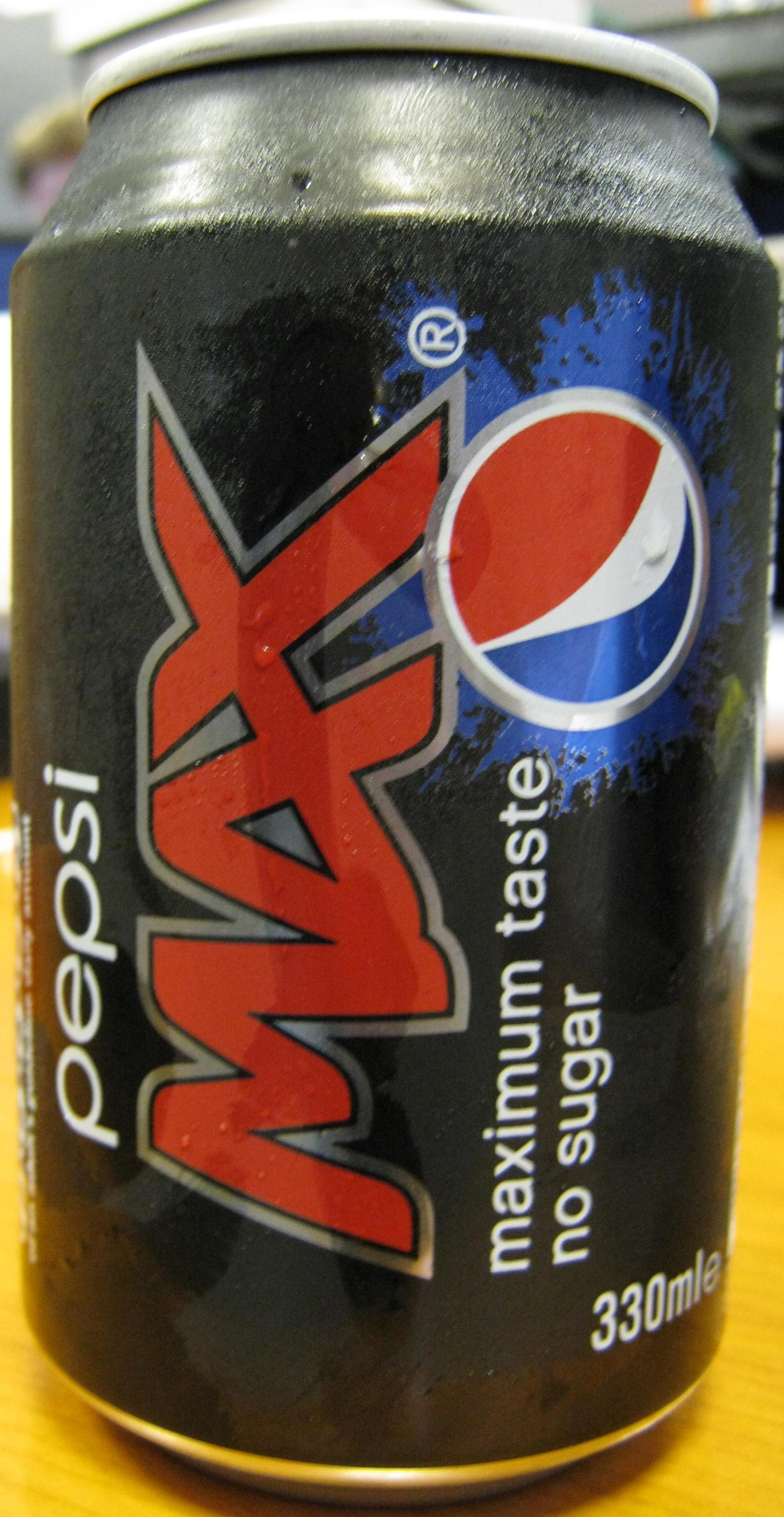
Una llauna de Pepsi Max.

Pepsi Max va debutar al Regne Unit i Itàlia a l'abril de 1993. Es va expandir a Irlanda el següent mes de setembre, i a França, Grècia, Espanya, Països Baixos i Austràlia, el mes de desembre. A finals del 1994, Pepsi Max es venia en aproximadament vint països i un any després aquesta xifra s'havia duplicat.
El 28 de maig del 1994, a Blackpool Pleasure Beach d'Anglaterra, el parc d'atraccions va obrir la muntanya russa d'acer Pepsi Max Big One patrocinada per Pepsi. Era la muntanya russa més alta i ràpida del món. Aquests registres es van trencar posteriorment en altres llocs, però fins ara, continua sent la muntanya russa més alta del Regne Unit, i una de les més altes i llargues d'Europa.
A principis de 2005, es va llançar Pepsi Max Twist (amb addició de sabor llima-llimona) al Regne Unit i Austràlia. A la tardor del mateix any va aparèixer Pepsi Max Punch al Regne Unit per a la temporada festiva. Conté gingebre i canyella, el producte va ser similar en gust de Pepsi Holiday Spice, una varietat amb sucre de Pepsi que es comercialitza als EUA.

## Contingut
El producte no va estar disponible als Estats Units fins fa relativament poc (Estats Units és el mercat més gran de PepsiCo, i el consumidor més gran de begudes amb gas), on un dels seus principals ingredients encara no havia estat aprovat per l' Administració d'Aliments i Medicaments.
L'ingredient en qüestió, acesulfame de potassi, que combinat amb l'aspartam proporciona dolçor a la beguda, mentre que algunes altres gasoses dietètiques són endolcides únicament amb aspartam.